# Barbie i Svansjön
Barbie i Svansjön (engelska: Barbie of Swan Lake) är en animerad fantasyfilm från 2003 i regi av Owen Hurley. Filmen är samproducerad av Mainframe Entertainment och Mattel Entertainment, samt distribuerad av Artisan Home Entertainment. Filmen, som är baserad på Tjajkovskij-baletten Svansjön från 1877, är den tredje gjorda filmen i ordningen i filmserien om leksaksdockan Barbie. Inför denna film har Kelly Sheridan, som tidigare har gjort den engelskspråkiga rösten till Barbie och hennes två andra karaktärer i föregångarna om Nötknäpparen (2001) och Rapunzel (2002), återvänt för att ännu en gång ge röst åt Barbie, denna gång i rollen som huvudkaraktären Odette. Även Annika Rynger, som tidigare har gjort den svenska Barbierösten i de två föregående filmerna, har återvänt för att ge röst till huvudrollen.
Filmen släpptes för första gången på VHS och DVD av Artisan Home Entertainment den 30 september 2003, och släpptes sedan därefter internationellt av Entertainment Rights och Universal Pictures Video. I Sverige släpptes filmen på DVD den 22 oktober 2003, följt av en TV-premiär på det amerikanska Nickelodeon, som ägde rum den 16 november samma år.
Inför skapandet av denna film tog man hjälp av professionella balettdansare/balettdansöser från New York City Ballet, som bidrog med sina respektive dansrörelser till en del av filmens karaktärer. Dansarna var Maria Kowroski, Charles Askegard, Ellen Bar, Benjamin Millepied, Janie Taylor och Abi Stafford.

## Rollista
| Rollfigur                                        | Engelsk originalröst | Svensk originalröst                      |
| ------------------------------------------------ | -------------------- | ---------------------------------------- |
| Barbie/Odette                                    | Kelly Sheridan       | Annika Rynger                            |
| Prins Daniel                                     | Mark Hildreth        | Peter Gröning                            |
| Rothbart                                         | Kelsey Grammer       | Adam Fietz                               |
| Lila                                             | Venus Terzo          | Annica Smedius                           |
| Sagodrottningen                                  | Kathleen Barr        | Elisabet Edgren                          |
| Marie                                            | Kathleen Barr        | Anna Engh (då under flicknamnet Nordell) |
| Carlita                                          | Nicole Oliver        | Jennie Jahns                             |
| Ivan                                             | Ian James Corlett    | Ole Ornered                              |
| Odile                                            | Maggie Wheeler       | Sharon Dyall                             |
| Erasmus                                          | Michael Dobson       | Gunnar Ernblad                           |
| Kelly (i den svenska omdubbningen kallad Shelly) | Chantal Strand       | Evelina Sjöström                         |
| Drottningen (prins Daniels mamma)                | Gina Stockdale       | Elisabet Edgren                          |
| Reggie                                           | Brian Drummond       | Kristian Ståhlgren                       |
| Bagaren (Odettes pappa)                          | Garry Chalk          | Kristian Ståhlgren                       |

Filmens svenska dubbversion är inspelad på Sun Studio i Stockholm, som sedermera blev Iyuno Sweden Dub. Sharon Dyall, som i denna film gör den svenska rösten till Rothbarts dotter Odile, verkar förövrigt som dubbregissör på hela filmen, enligt en creditslista som finns tillgänglig på Dubbningshemsidan.